# Bobiceşti
Bobiceşti é uma comuna romena localizada no distrito de Olt, na região de Oltênia. A comuna possui uma área de 33.14 km² e sua população era de 3390 habitantes segundo o censo de 2007.